# Manifattura Tabacchi (Firenze)
La Manifattura Tabacchi di Firenze è un complesso edilizio di architettura razionalista che si trova in via delle Cascine, 33-35, a pochi passi da piazza Puccini. Il grande complesso conta 16 edifici disposti su un'area di circa 100.000 mq.

## Storia

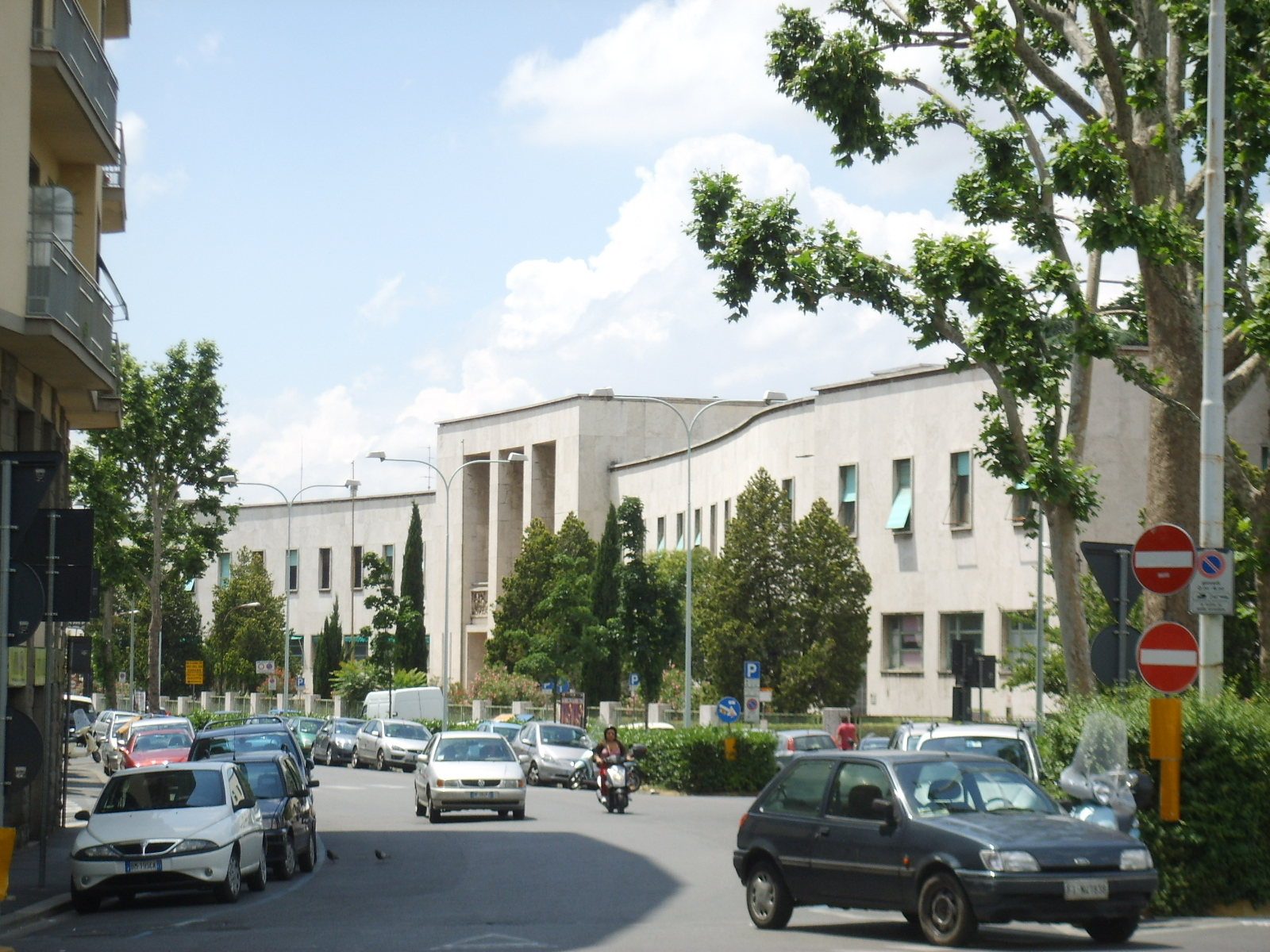
La Manifattura Tabacchi di Firenze

Agli esordi degli anni Trenta il monopolio di Stato decise di costruire una nuova e unica sede per la Manifattura Tabacchi, data la vetustà, l'inadeguatezza e la dispersione dei due impianti dell'ex convento di Sant'Orsola (lavorazione del tabacco) e della sconsacrata chiesa di San Pancrazio (lavorazioni di maggior pregio). 
Fu progettata e costruita da Giovanni Bartoli e da Pier Luigi Nervi. Ardita e moderna la corte dell’orologio, appena dietro l’edificio curvilineo di testata e gli spazi del dopolavoro (poi trasformati nel cinema teatro Puccini) con la torre vetrata che ricorda la Torre di Maratona dello Stadio di Firenze dello stesso Nervi. Nervi e Bartoli, tra l'altro, furono titolari dell'impresa costruttrice.
Il progetto prevedeva la realizzazione di un impianto di notevole dimensione e articolazione: su una superficie di oltre 6 ettari, i vari corpi di fabbrica occuparono 22.200 m² di superficie e disponevano complessivamente una cubatura di 410.000 m³; la superficie utile dei magazzini era di 35.000 m², quella destinata a laboratori e officine di 15.000 m².
I lavori vennero avviati nel 1933: il primo edificio realizzato fu quello destinato alla lavorazione dei sigari Toscano, attestato su lato nord dell'area. L'intera opera, completata in ogni sua parte nel 1940, venne ufficialmente inaugurata il 4 novembre dello stesso anno alla presenza del ministro delle finanze Paolo Thaon di Revel.
Una targa in piazza Puccini ricorda come la Manifattura Tabacchi fosse sul fronte di guerra lungo il Mugnone nell'agosto 1944 e, perciò, oggetto di duri scontri da parte delle forze partigiane durante la Liberazione.
Nel 1999 il complesso divenne proprietà dell'Ente Tabacchi Italiani, che ne decise la dismissione produttiva. La Manifattura chiuse definitivamente il 16 marzo 2001. Alcuni ambienti sono usati come magazzino del Maggio Musicale, altri vengono saltuariamente utilizzati per eventi, soprattutto durante fiere come quelle di Pitti Immagine.
Nel 2016 la Cassa depositi e prestiti l'ha venduta a un fondo immobiliare internazionale per 200 milioni di euro. Nello stesso anno è stato avviato il processo di riqualificazione, con l’obiettivo di realizzare un progetto di rigenerazione. 
Dal 2018 promuove un programma di attivazione in spazi appositamente recuperati in attesa della loro destinazione finale.

## Archivio
L'Archivio della Manifattura Tabacchi di Firenze, censito nel 2001 dopo la chiusura dello stabilimento e dato per scomparso in un articolo di Renato Delfioldel 2008, è stato ritrovato nel marzo 2013, contenuto in un centinaio di scatole e scatoloni di cartone in un angolo di un grande edificio in disuso della Manifattura, da Cristina Cecchi ricercatrice e archivista indipendente, che ha contattato i funzionari della Soprintendenza archivistica per la Toscana e dell'Archivio di Stato di Firenze che informati del “ritrovamento” si sono immediatamente attivati disponendo il trasferimento.
L'archivio della Manifattura Tabacchi di Firenze è stato depositato nel maggio 2013 a Sesto Fiorentino nei locali della sede sussidiaria dell'Archivio di Stato di Firenze in attesa di essere riordinato, inventariato e reso fruibile agli studiosi, così come quello dell'archivio della Direzione Compartimentale dei Tabacchi di Firenze, da tempo depositato negli stessi locali.

## Architettura

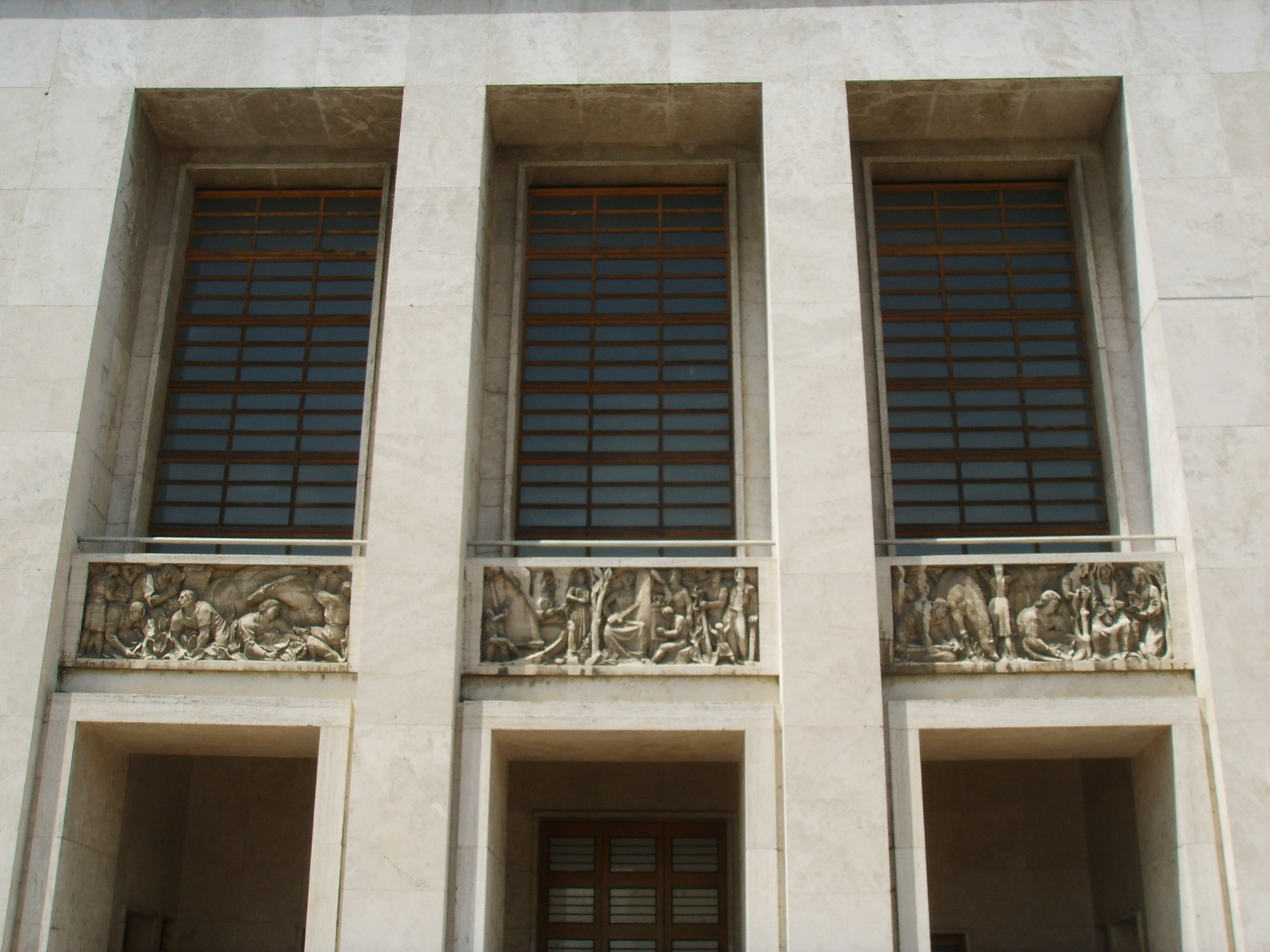
Dettaglio della facciata dell'edificio principale

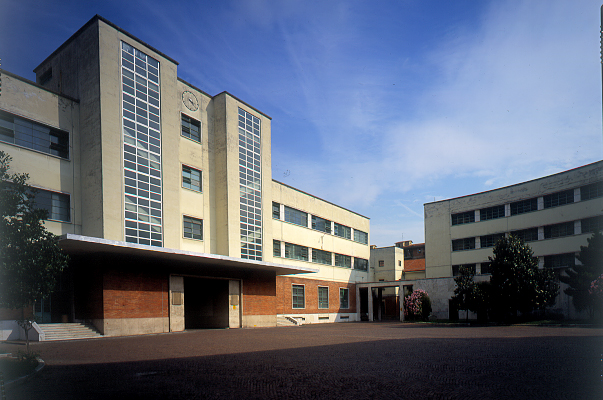
Edifici interni della Manifattura

Il complesso della Manifattura occupa un intero isolato, compreso tra il torrente Mugnone a nord e il fosso Macinante e la ferrovia a sud e situato in prossimità del parco delle Cascine. Questo isolato, a forma trapezoidale, è delimitato a est dalla via delle Cascine, sulla quale si affaccia il corpo principale degli uffici e della direzione, a nord da via Tartini e a ovest da via Pergolesi, sulle quali si attestano invece i magazzini e gli impianti per la lavorazione; a sud i binari della ferrovia arrivano a servire direttamente la testa dei capannoni per la lavorazione.
Assieme all'edificio del dopolavoro (oggi Teatro Puccini), situato a mo' di prua all'angolo nord orientale del lotto, il corpo principale della Manifattura costituisce una dominanza architettonica in un ambiente urbano privo di emergenze e caratterizzato da un tessuto eterogeneo definitosi a partire dai primi del Novecento.
Il complesso è caratterizzato da una serie di edifici a planimetria e volumetria compatte, connotati da uno stile pacatamente razionalista. Tali volumi, oscillanti tra i due e i quattro piani fuori terra, sono distribuiti parallelamente od ortogonalmente all'asse est ovest del torrente Mugnone (unica eccezione il corpo della direzione, che si inserisce diagonalmente nella maglia assecondando l'andamento della via delle Cascine) e risultano collegati a gruppi, a seconda dei differenti cicli della produzione, tramite corpi scala e montacarichi costituenti un volume autonomo; tra i vari nuclei sono inoltre frapposti percorsi di collegamento e spazi di servizio, semplici cortili asfaltati per la produzione e la lavorazione, giardinetti alberati per la direzione e gli uffici.

### L'edificio principale

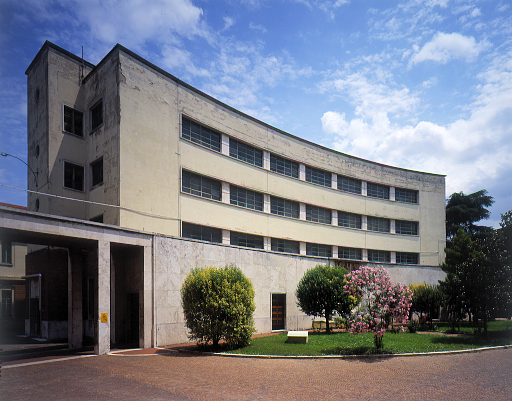
Edificio interno della Manifattura

Il corpo della direzione e degli uffici, interamente rivestito in travertino ed arretrato rispetto all'asse parallelo della via Cascine tramite la frapposizione di un giardinetto con muro di cinta, presenta un ampio fronte ad esedra, su due piani fuori terra, dal quale risalta un corpo centrale, lievemente più alto rispetto alle ali laterali, tripartito da grandi aperture architravate, con portali al piano terra e ampie finestre al piano superiore: la balaustra è costituita da tre pannelli in travertino a bassorilievo raffiguranti le fasi della lavorazione del tabacco (opera del maestro Coccia).
Le ali laterali sono scandite ritmicamente da una fila di finestre rettangolari, in orizzontali al piano terra, in verticale e di più contenute dimensioni a quello superiore.
L'edificio è tripartito trasversalmente e presenta, al centro, un ampio corridoio che distribuisce sui due lati a tutti gli ambienti: il collegamento verticale è garantito da un corpo scale centrale, adiacente all'ingresso monumentale, e da due laterali, collocati nelle testate dell'edificio.
Al piano terra sono situati gli uffici e le sale di maternità; a quello superiore la direzione e l'alloggio per il direttore. Sul fronte ovest dell'edificio si attestano ortogonalmente all'estremità sud il corpo dei magazzini, a sviluppo longitudinale, e all'estremità nord quello dei magazzini per il confezionamento, dai fronti a sviluppo curvilineo, separato dal corpo degli uffici tramite un passaggio porticato.

### Gli altri edifici
Il corpo adibito alla produzione e ai servizi generali presenta un impianto a "U" con al centro un ulteriore edificio (officina per la manutenzione degli impianti necessari alla produzione delle sigarette e centrale elettrica) ed ha pianta rettangolare dal volume compatto; il corpo a "U" si compone a sua volta di tre diversi nuclei, collegati nei punti di intersezione da un sistema di scale e montacarichi.
L'edificio lungo l'asse nord sud, a pianta rettangolare e volumetria compatta su 3 piani fuori terra più uno seminterrato, è quello che maggiormente si richiama al linguaggio razionalista internazionale degli opifici industriali: presenta il fronte principale tripartito, con il corpo centrale lievemente sporgente ed emergente, caratterizzato al piano terra da un ampio portale con sovrastante tettoia e a quelli superiori da due nastri vetrati, segnalanti il corpo scale, con al centro una cortina muraria con tre finestre sovrapposte concluse da un orologio; ai due lati si aprono, nella cortina in mattoni del piano terra, una serie di finestre rettangolari e in quella semplicemente intonacata dei piani superiori una serie di finestre a nastro. All'interno erano situati al piano terra l'infermeria, la sartoria e lo spogliatoio donne; al primo piano lo spogliatoio degli uomini; al secondo la cucina, il refettorio e la mensa.
Il nucleo dei magazzini dei materiali greggi è costituito da tre corpi paralleli distribuiti secondo l'asse nord sud: tali edifici, a pianta rettangolare e volumetria compatta su 4 piani fuori terra, sono collegati l'uno all'altro da corpi trasversali nei quali sono disposti scale e montacarichi. I fronti, in mattoni al piano terra e semplicemente intonacati a quelli superiori, sono caratterizzati da una teoria di aperture rettangolari ad interasse costante, mentre gli interni sono caratterizzati da ampi vani divisi da pilastri.

## Fortuna critica
Se si escludono i positivi giudizi apparsi della stampa all'epoca dell'inaugurazione, la critica si è interessata al complesso soltanto recentemente, sottolineandone l'equilibrio tra lessico razionalista e dinamismo spaziale, nonché l'inserimento nel tessuto urbano: secondo il Cozzi (1994) si trattasi di un'opera pregevole, interessante sia per l'austera classicità applicata alla tipologia della manifattura sia per il movimento impresso al fronte, mentre per il Cruciani Fabozzi (1994) il disegno della facciata conferisce al manufatto uno straordinario senso di continuità, dove tradizione e modernità si confrontano nell'uso del travertino. Sempre il Cozzi sottolinea inoltre l'evidente discrepanza tra gli edifici disposti a ovest del lotto, dal linguaggio decisamente anonimo, e quelli attestati su via delle Cascine, che per qualità, modernità e articolazione planimetrica e volumetrica fanno presupporre appunto un "autore" di spicco.

## Altre immagini

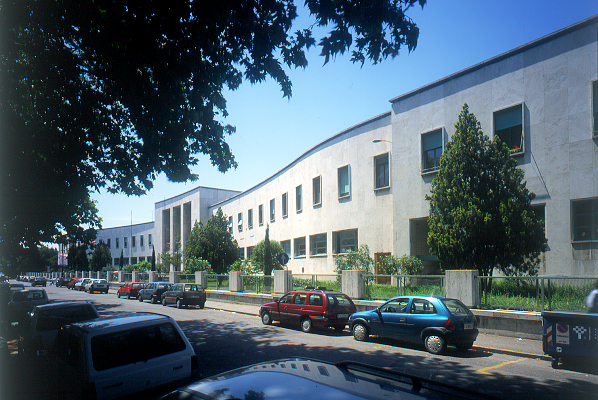
Manifattura vista da via delle Cascine
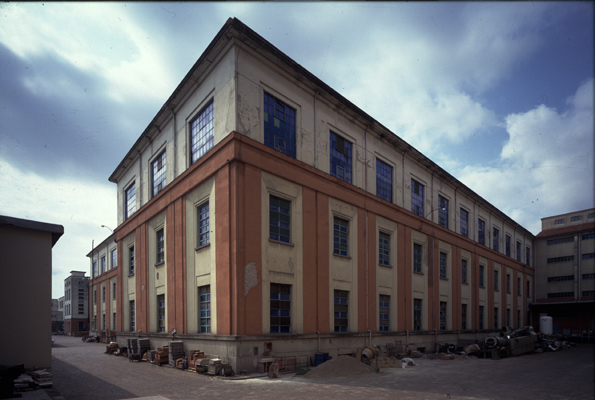
Interno della Manifattura
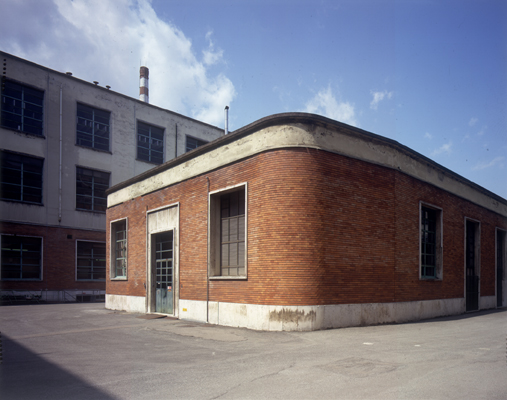
Interno della Manifattura
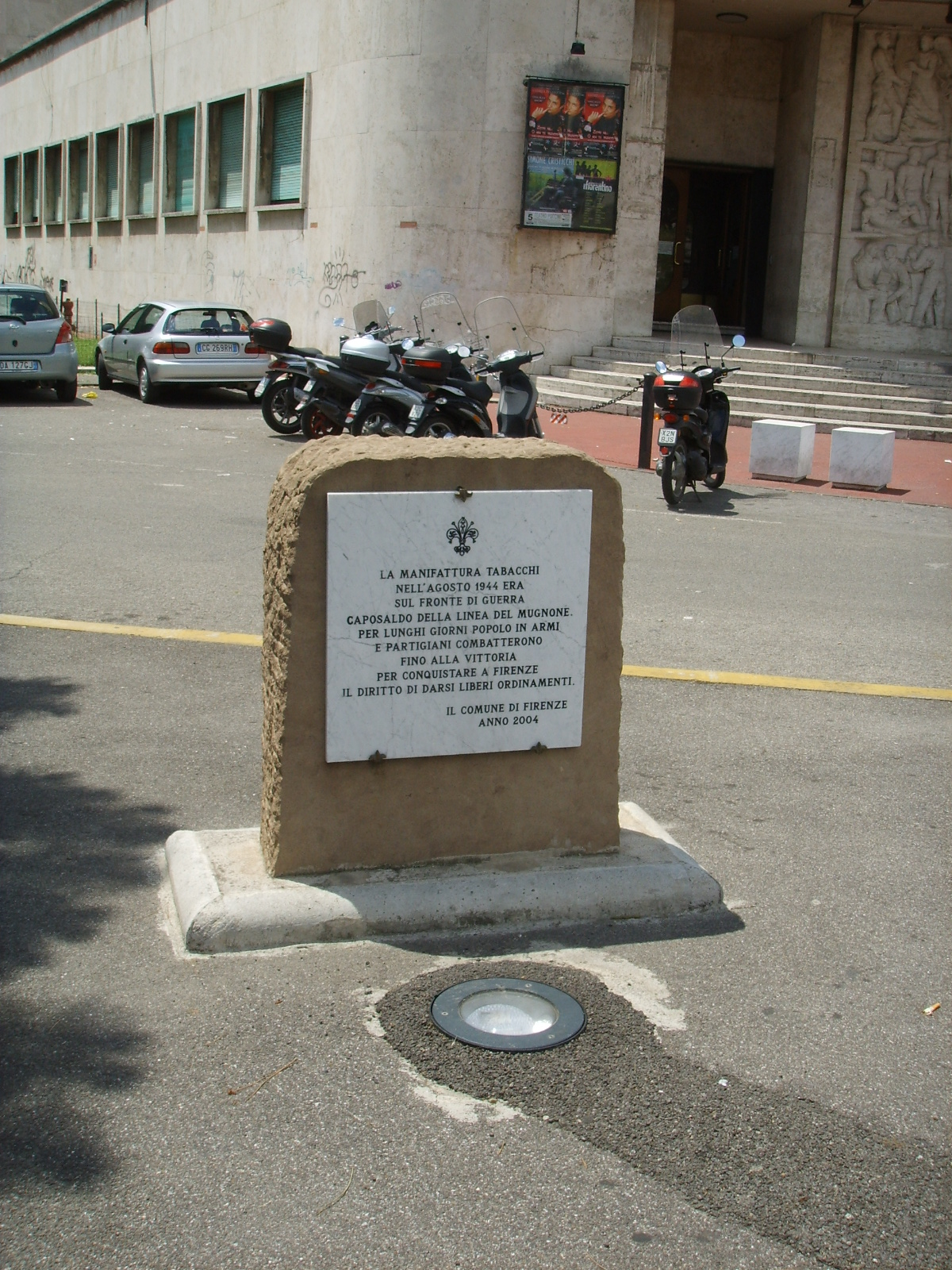
La targa dedicata alla lotta partigiana in piazza Puccini
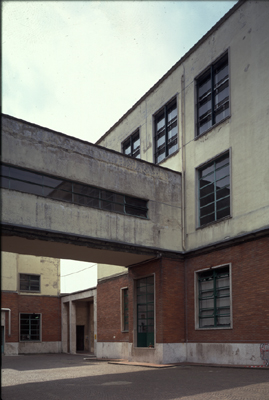
Interno della Manifattura
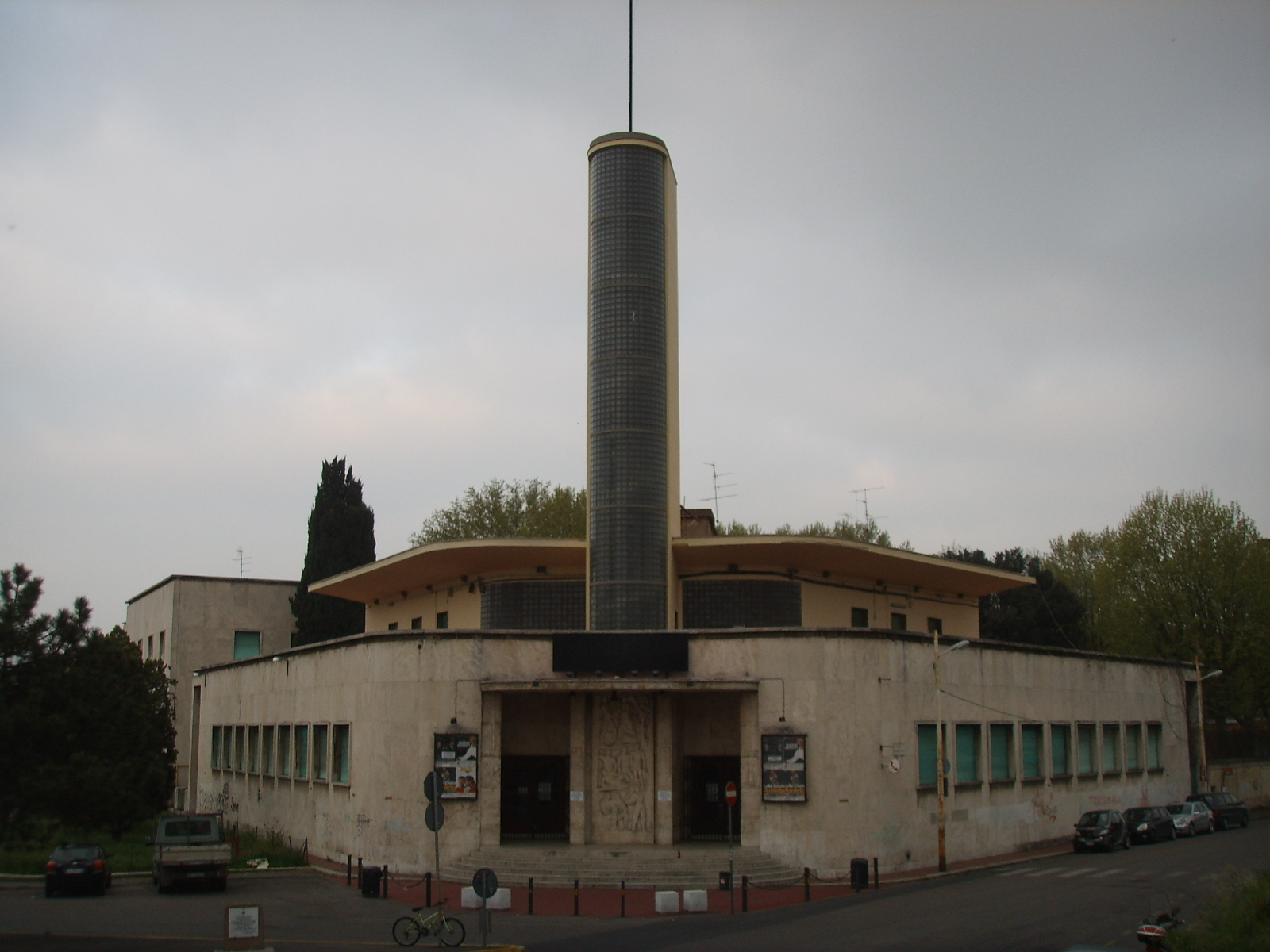
Il Dopolavoro, poi cineteatro Puccini